# Кобла (река)
Кобла, Коблаю — река в России, протекает по территории Вуктыльского округа в Республике Коми. Устье реки находится в 1148 км по правому берегу реки Печора. Длина реки составляет 44 км, площадь водосборного бассейна 350 км².
Исток реки находится в южной части обширного болота Вуктыл-Нюр в 42 км к юго-западу от города Вуктыл. Река течёт на север практически параллельно Печоре, сильно петляя. Всё течение проходит по ненаселённой, заболоченной тундре. В среднем и нижнем течении образует старицы. Скорость течения около 0,4 м/с, ширина реки в нижнем течении около 20 метров.
Впадает в боковую старицу Печоры двумя километрами южнее деревни Лёмты.

## Притоки
- река Артишор (лв)
- ручей Крутой (пр)
- 26 км: река Вой-Вож (пр)
- река Кресташор (пр)

## Данные водного реестра
По данным государственного водного реестра России относится к Двинско-Печорскому бассейновому округу, водохозяйственный участок реки — Печора от водомерного поста у посёлка Шердино до впадения реки Уса, речной подбассейн реки — бассейны притоков Печоры до впадения Усы. Речной бассейн реки — Печора.
Код объекта в государственном водном реестре — 03050100212103000061036.